# Eudorylas jesoensis
Eudorylas jesoensis är en tvåvingeart som beskrevs av Matsumura 1915. Eudorylas jesoensis ingår i släktet Eudorylas och familjen ögonflugor. Inga underarter finns listade i Catalogue of Life.